# Martine Hansen
Pour les articles homonymes, voir Hansen.
Martine Hansen, née le 10 décembre 1965 à Wiltz (Luxembourg), est une femme politique luxembourgeoise, membre du Parti populaire chrétien-social (CSV).

## Biographie
Après ses études secondaires au lycée classique de Diekirch, Martine Hansen a fait des études d'agronomie à l'université de Stuttgart-Hohenheim. Une fois diplômée, elle devient professeur au lycée technique agricole d'Ettelbruck, puis directrice de cet établissement. En avril 2013, le Premier ministre Jean-Claude Juncker nomme Martine Hansen ministre de l'Enseignement supérieur et de la Recherche.
Elle est membre de la Chambre des députés depuis le 5 décembre 2013 en tant qu'élue du Parti populaire chrétien-social (CSV) dans la circonscription Nord. 
D'avril à décembre 2013, elle a été ministre de l'Enseignement supérieur et de la Recherche dans le gouvernement Juncker-Asselborn II. 
Réélue lors des élections législatives du 14 octobre 2018, elle a, en novembre 2018, remplacé Claude Wiseler, démissionnaire, à la tête du groupe parlementaire chrétien-social au Parlement.

## Détail des mandats et fonctions

### Membre de la Chambre des Députés
- Députée depuis le 05/12/2013

### Fonctions
- Membre du Parti chrétien social
- Membre du groupe politique chrétien-social depuis le 05/12/2013
- Membre de la Commission de l'Environnement depuis le 05/12/2013
- Membre de la Commission des Pétitions depuis le 05/12/2013
- Membre de la Commission de l'Agriculture, de la Viticulture, du Développement rural et de la Protection des consommateurs depuis le 05/12/2013
- Membre de la Commission de l'Education nationale, de l'Enfance et de la Jeunesse depuis le 05/12/2013
- Vice-Présidente de la Commission de l'Enseignement supérieur, de la Recherche, des Médias, des Communications et de l'Espace depuis le 05/12/2013
- Membre de la Commission de la Famille et de l'Intégration depuis le 05/12/2013

### Fonctions antérieures
- Ministre de l'Enseignement supérieur et de la Recherche du 30/04/2013 au 04/12/2013
- Ministre du 30/04/2013 au 04/12/2013

### Mandats communaux et professions
- Directrice au Lycée Technique Agricole (jusqu'en 2013)
- Professeur-Ingénieur au Lycée Technique Agricole (en disponibilité)